# Gustavo V da Suécia
Gustavo V (Ekerö, 16 de junho de 1858 – Ekerö, 29 de outubro de 1950) foi rei da Suécia de 1907 até sua morte em 1950. Era o filho mais velho do rei Óscar II da Suécia e Noruega e da princesa Sofia de Nassau.
Tendo subido ao trono em 1907, durante os seus primeiros anos de reinado, o governo parlamentar ganhou importância na Suécia, embora o início da Primeira Guerra Mundial tenha levado à queda do primeiro-ministro liberal, Karl Staaff, em 1914, sendo este substituído pelo seu próprio escolhido, Hjalmar Hammarskjöld (pai de Dag Hammarskjöld), que governou durante grande parte do período de guerra. No entanto, os políticos liberais e social-democratas voltaram a dominar o parlamento com o sucessor de Staaff, Nils Edén, e Gustavo permitiu a formação de um novo governo que, de facto, retirou todos os poderes virtuais da monarquia e estabeleceu o sufrágio universal e igualitário, incluindo as mulheres, em 1919. Cumprindo completamente os princípios da democracia parlamentar, Gustavo foi sempre uma figura popular durante os restantes trinta-e-um anos do seu reinado, embora não tivesse deixado de exercer a sua influência - durante a Segunda Guerra Mundial terá pressionado a coligação de Per Albin Hansson a aceitar pedidos da Alemanha Nazi para apoios logísticos, uma vez que uma recusa poderia provocar uma invasão. Esta foi a acção mais controversa do seu reinado, apesar de nunca se ter conhecido qualquer apoio da sua parte ao fascismo ou ao nacionalismo radical; no entanto sua atitude pró-germânica e anticomunista era bem conhecida.
Após a sua morte aos noventa e dois anos de idade, foi sugerido que Gustavo seria homossexual durante o caso Haijby. O seu suposto amante, Kurt Haijby, um criminoso e pedófilo condenado, foi preso em 1952 por ter chantageado a corte durante a década de 1930. A homossexualidade foi crime na Suécia até 1944, embora a posição de Gustavo lhe tivesse concedido imunidade imediata. Um caçador e desportista ávido, Gustavo presidiu os Jogos Olímpicos de 1912 e foi presidente da Associação Sueca de Desporto entre 1897 e 1907. Chegou mesmo a representar a Suécia (com o pseudónimo Sr. G.) durante um campeonato de ténis, um desporto que praticou até atingir os oitenta anos de idade, altura em que a sua visão começou a deteriorar rapidamente.

## Primeiros anos
O príncipe Óscar Gustavo Adolfo nasceu a 16 de Junho de 1858 no palácio de Drottningholm, sendo filho dos então duques da Gotalândia Oriental os príncipes Óscar e Sofia. Foi batizado na Igreja do Castelo de Estocolmo no dia 12 de julho, e foi-lhe concedido o título de duque da Varmlândia.
Em Outubro de 1869 começou a sua educação primária juntamente com os seus dois irmãos mais novos no colégio Beskowska, em Estocolmo. A família estabeleceu residência no Palácio do Príncipe Herdeiro e passava o verão no Castelo Sofiero, onde se juntava ao duque Óscar. Nos seus primeiros anos, o príncipe Gustavo foi de constituição débil, porem a sua constante educação física o tornaria num homem alto, esbelto e atlético.
A 20 de Setembro de 1881, casou-se com a princesa Vitória de Baden em Karlsruhe, na Alemanha. A sua noiva era neta da princesa Sofia da Suécia e o seu casamento com Gustavo uniu pelo sangue (e não apenas pela chamada adopção), a Dinastia Bernadotte, que reinava, com a antiga casa reinante da Suécia, os Holstein-Gottorp.

## Príncipe Herdeiro

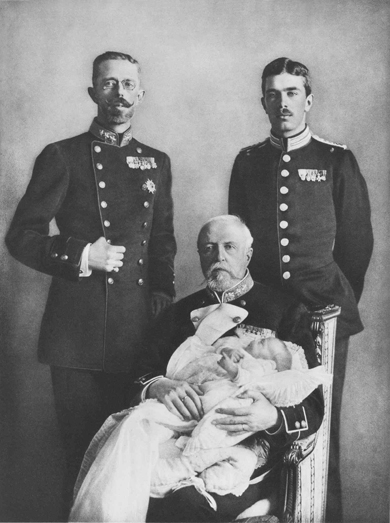
Quatro gerações: atrás, o príncipe herdeiro Gustavo (esquerda) e o seu filho o príncipe Gustavo Adolfo (futuro rei Gustavo VI Adolfo); ao centro, o rei Óscar II com o pequeno príncipe Gustavo Adolfo.

A partir do dia 18 de setembro de 1872, quando faleceu o rei Carlos XV o então duque Óscar tornou-se no novo rei da Suécia, Gustavo foi nomeado príncipe herdeiro dos reinos de Suécia e Noruega. Desde então a família mudou-se para o Palácio Real de Estocolmo e Gustavo abandonou o colégio da sua infância para levar uma educação particular no palácio.
Em 1877, começou a sua educação superior na Universidade de Uppsala e nesse mesmo ano encarregou-se pela primeira vez do governo durante uma viagem do seu pai. Na universidade estudou latim, economia nacional, história nórdica, história da arte, direito processual e ciência política. Ao mesmo tempo continuava sua educação militar na Suécia e na Noruega. Aos dezessete anos chegou a subtenente, e, em 1898 alcançou o cargo de general.
Adquiriu relevância internacional quando, na posição de príncipe-herdeiro organizou a  Exposição de Estocolmo de 1897. Participou politicamente nos turbulentos anos que se seguiram: para resolver o conflito parlamentar de 1887 entre liberais e conservadores que incluía discussões sobre o direito do sufrágio universal e a tensão das relações com a Noruega depois da sua separação.
O príncipe foi o primeiro presidente da Associação Central Sueca para o desporto, fundada em 1897 e antecessora da actual Real Federação Desportiva Sueca. A Associação organizou os jogos nórdicos pela primeira vez em 1901 e construiu o Estádio Olímpico de Estocolmo para os Jogos Olímpicos de 1912, o qual seria inaugurada por o próprio Gustavo, já quando rei.
Manteve uma activa vida social e diplomática. Juntamente com o seu pai o rei Óscar, pronunciou-se a favor da união e solidariedade entre os reinos nórdicos e teve um papel importante no fortalecimento das relações com o Reino Unido.
Em 1878 Gustavo iniciou uma viagem ao estrangeiro que durou um ano. Em 1879 obteve o título de Doutor em Direito Civil pela Universidade de Oxford e visitou várias famílias reais. Nessa viagem conheceu a sua futura esposa Vitória de Baden. Pediu a noiva em casamento em março de 1881.
A 20 de setembro de 1881 realizou-se o casamento com a princesa Vitória na Igreja do Castelo de Karlsruhe. Os Príncipes Herdeiros tiveram três filhos:
1. Gustavo VI Adolfo da Suécia (11 de Novembro de 1882 - 15 de Setembro de 1973), casado primeiro com a princesa Margarida de Connaught; com descendência. Casado depois com a princesa Luísa de Mountbatten; sem descendência.
2. Guilherme da Suécia (17 de Junho de 1884 - 5 de Junho de 1965), casado com a grã-duquesa Maria Pavlovna da Rússia; com descendência.
3. Érico, Duque da Vestmânia (20 de Abril de 1889 - 20 de Setembro de 1918), morreu de gripe espanhola aos vinte e nove anos de idade; sem descendência.

Os príncipes realizaram várias viagens a partir de 1890, entre elas uma ao Egipto. Em 1898 adoeceu a princesa Vitória e por motivos de saúde teve que viajar frequentemente a Roma.

## Vida Pública

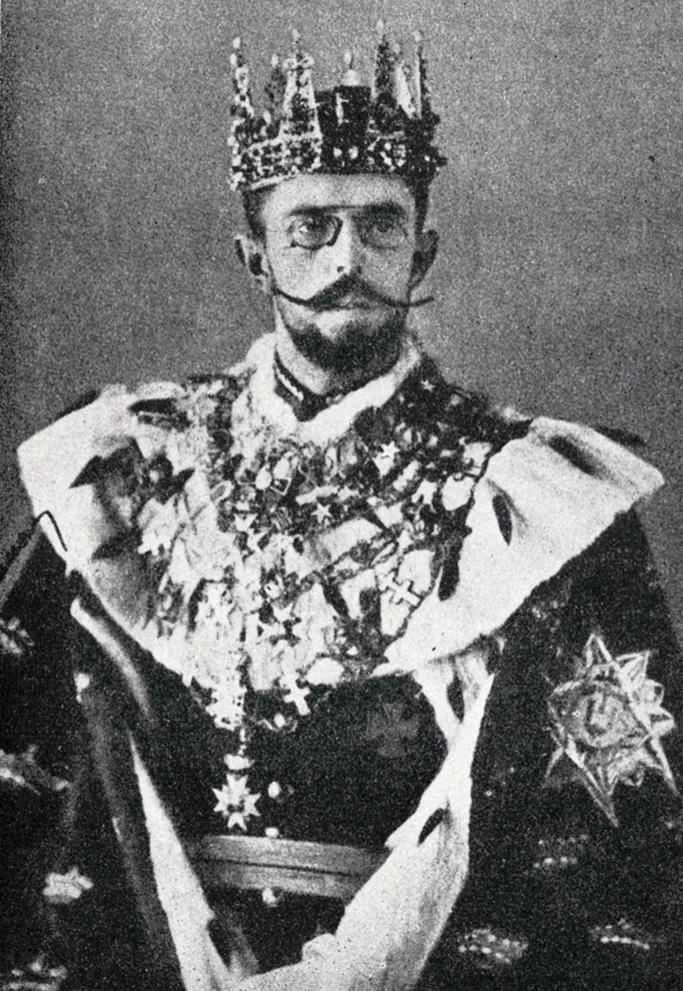
Gustavo V

Gustavo V era, por inclinação, um homem conservador e não apoiava o movimento democrático nem os pedidos para conceder mais direitos aos trabalhadores. Teoricamente, era um monarca quase autocrático segundo as leis para funcionamento do governo de 1809, assim como o único que detinha poder executivo, não podendo o governo obedecer a mais ninguém. No entanto, o seu pai tinha sido forçado a aceitar um governo escolhido pela maioria do parlamento em 1905. À excepção do executivo de Hjalmar Hammarskjöld, um governo conservativo, independente e tecnocrata que esteve no poder durante a Primeira Guerra Mundial (1914-1917), os primeiros-ministros foram sempre escolhidos pelo parlamento. Com o estabelecimento do sufrágio universal completo (para homens e mulheres) em 1918-19, o parlamentarismo tornou-se, de facto, uma realidade na Suécia, apesar de ter sido apenas formalizado na monarquia em 1974.
Gustavo parecia disposto a aceitar o governo parlamentar. Depois de as eleições de 1911 terem resultado numa grande maioria para os Liberais, Gustavo nomeou o líder liberal, Karl Staaff como primeiro-ministro, apesar das suas inclinações conservadoras. No entanto, durante o período pré-guerra, as elites estiveram contra a política de defesa de Staaff. Em Fevereiro de 1914, uma grande multidão de agricultores juntou-se junto do palácio real e exigiu que a defesa do país fosse reforçada. Gustavo respondeu através do chamado Discurso do Pátio, prometendo reforçar as defesas do país. Staaff ficou furioso, dizendo-lhe que um governo parlamentarista exigia a exclusão da monarquia da política. Contudo, Gustavo respondeu-lhe que tinha o direito de falar com o seu povo. O governo demitiu-se em protesto e Gustavo nomeou um governo liderado por Hjalmar Hammarskjöld (pai de Dag Hammarskjöld) para o substituir.
Depois de as eleições de 1917 terem concedido a vitória aos liberais e social-democratas, Gustavo foi forçado a nomear o sucessor de Staaf, Nils Edén, como primeiro-ministro. Nesta altura, era aparente que Gustavo não podia manter um governo em funções contra a vontade do parlamento. Aceitou os princípios do governo parlamentar de forma reticente e reinou o resto da vida como um monarca de tipo constitucional.
Considerava-se que Gustavo V tinha simpatias alemãs durante a Primeira Guerra Mundial. A sua posição política durante a guerra foi fortemente influenciada pela sua esposa, que era muito ligada ao seu país natal. A 18 de Dezembro de 1914, promoveu uma reunião em Malmö com outros dois reis da Escandinávia para mostrar a unidade que existia entre eles. Outro dos objectivos de Gustavo com a chamada Conferência dos Três Reis (Gustavo V, Haakon VII da Noruega e Cristiano X da Dinamarca), era afastar as suspeitas de que queria envolver a Suécia na guerra no lado alemão.

## Simpatias Nazis
Tanto o rei como o seu neto, o príncipe Gustavo Adolfo, socializavam com alguns líderes Nazis antes da Segunda Guerra Mundial, embora se possa dizer que tal acontecia meramente por razões diplomáticas. Gustavo V tentou convencer Hitler a suavizar a perseguição aos Judeus durante a sua visita a Berlim, segundo o historiador Jörgen Weibull. Também é conhecido que apelou ao líder da Hungria para salvar os seus judeus "em nome da humanidade". Em nome do presidente americano, Franklin D. Roosevelt, Gustavo V pediu a Hitler para participar nas negociações de paz.
Quando a Alemanha Nazi invadiu a União Soviética em Junho de 1941, Gustavo V tentou escrever uma carta privada a Hitler para lhe agradecer por ter tratado da "peste bolchevique" e dar-lhe os parabéns pelas suas "vitórias já conseguidas". Foi impedido de fazê-lo pelo primeiro-ministro, Hansson. Apesar de tudo, o rei enviou uma mensagem a Hitler (por telegrama para a embaixada alemã em Estocolmo) sem o conhecimento do governo.

### Crise de 1941
Segundo o primeiro-ministro Per Albin Hansson, o rei tinha ameaçado abdicar numa conversa privada se o governo não aprovasse o pedido da Alemanha para transferir uma divisão da infantaria de combate - a chamada Divisão Engelbrecht - por território sueco do sul da Noruega para o norte da Finlândia em Junho de 1941, por volta de meados do verão. A verdade desta afirmação é discutível e a intenção do rei (se de facto fez esta ameaça) seria evitar um conflito com a Alemanha. Este evento acabaria por ser consideravelmente analisado pelos historiadores suecos e é conhecido por Midsommarkrisen, a Crise de Meados do Verão.
A confirmação desta acção do rei encontra-se em documentos de política externa alemã que foram recolhidos depois da guerra. A 25 de Junho de 1941, o ministro alemão em Estocolmo enviou uma mensagem "muito urgente e altamente secreta" a Berlim, na qual afirmava que o rei o tinha acabado de informar que o trânsito de tropas alemãs seria permitido. Acrescentou que:
"As palavras do rei demonstravam a emoção alegre que sentia. Tinha vivido dias cheios de ansiedade e tinha ido muito longe para dar o seu apoio pessoal a este assunto. Acrescentou de forma confidencial que tinha achado necessário ir ao ponto de mencionar a sua abdicação."
De acordo com Ernst Wigforss, tanto Gustavo V como o príncipe Gustavo Adolfo tentaram persuadir o governo sueco a permitir que os Aliados transportassem tropas pela Suécia, apesar de tal ter sido rejeitado pelo governo uma vez que se achava que a Alemanha poderia retaliar.